# فرج‌الله میزانی
فرج‌الله میزانی مشهور به نام مستعار ف. م. جوانشیر (زاده شهریور ۱۳۰۵ تبریز - ۴ آذر ۱۳۶۷ تهران) فوق لیسانس مهندسی برق، دکترای تاریخ، مترجم و نویسنده، فعال سیاسی، عضو هیئت سیاسی و از دبیران کمیته مرکزی حزب توده ایران بود.

## زندگی و فعالیت سیاسی
فرج‌الله میزانی در سال ۱۳۰۵ در شهر تبریز زاده شد. تحصیلات ابتدایی و متوسطه را در زادگاه خود به‌پایان رساند و سپس وارد دانشکده فنی دانشگاه تهران شد.

در سال ۱۳۲۴ به عضویت حزب توده ایران درآمد و پس از تیراندازی به شاه در ۱۵ بهمن ۱۳۲۷ در دانشگاه تهران، اعلام غیرقانونی بودن فعالیت حزب و خروج بخشی از رهبری حزب از ایران، جوانشیر به عنوان جانشین دبیر کمیته حزبی دانشگاه تهران برگزیده شد.

در سال ۱۳۲۸ تحصیلات مهندسی خود را به پایان رساند.

در سال ۱۳۲۹ برای سازماندهی فعالیت‌های حزبی به شهرستان‌ها اعزام شد. پس از کودتای ۲۸ مرداد ۱۳۳۲ به تهران بازگشت و در شرایط خطرناک پس از کودتا مسول کمیته ایالتی تهران شد و تا تابستان ۱۳۳۶ یعنی تا ۴ سال پس از کودتا با همین مسئولیت در ایران بود.

در تابستان ۱۳۳۶ برای شرکت در پلنوم وسیع چهارم کمیته مرکزی به مسکو که محل برپائی این پلنوم بود فراخوانده شد. فضای نامناسبی که با انواع شایعات در اطراف او ساخته شده بود این فرصت را از پلنوم گرفت تا وی را که کاملاً به امور داخل کشور تسلط داشت وارد رهبری حزب کند. در راس این شایعات این ادعای سخیف و ناجوانمردانه پخش شده بود که سرهنگ زیبائی، از بازجویان فرمانداری نظامی کودتا او را دستگیر و پس از گرفتن قول همکاری آزاد کرده است.

در سال ۱۳۴۱ سرانجام عضو مشاور کمیته مرکزی حزب توده شد.

او در دوران مهاجرت دکترای تاریخ را دریافت داشت.

سپس جوانشیر به عنوان عضو هیئت سیاسی کمیته مرکزی حزب انتخاب شد و پس از حمید صفری و احسان طبری، مسؤولیت رادیو «پیک ایران» را برعهده گرفت.

در آستانه پیروزی انقلاب بهمن ۱۳۵۷، با عنوان دبیر کمیته مرکزی حزب به ایران بازگشت و مسئول تشکیلات حزب شد و پس از سفر صفری به خارج و ماندگار شدن؛ جوانشیر که عملاً دبیر دوم حزب بود، رسماً به این سمت برگزیده شد.

## دستگیری و مرگ
در جریان یورش اول به حزب توده که شتابزده بود، از آنجا که جوانشیر برای رد کردن دختر خویش از مرز سرخ به همراه موسوی و فروغیان در سفر خراسان بود به دام نیفتاد و پس از بازگشت به تهران سکان رهبری حزب را به عنوان جانشین نورالدین کیانوری برعهده گرفت.

شب هنگام ۶ اردیبهشت سال ۱۳۶۲، سپاه پاسداران به منزل حسین راسخ راضیانی (رستگار) رفته و جوانشیر همراه با رحمان هاتفی (حیدر مهرگان)، انوشیروان ابراهیمی و راسخ را به‌اتفاق همسر و دو کودک ۵ و ۷ ساله راسخ دستگیر کردند. زمان کوتاهی پیش از این یورش مهدی پرتوی مسئول سازمان غیر علنی حزب از این خانه خارج شده بود که ظاهراً افراد سپاه او را پس از خروج از خانه دستگیر کرده و او را نیز با خود به خانه آوردند تا همراه با بقیه ببرند.

از جزئیات حکم اعدام فرج‌الله میزانی اطلاعی در دست نیست. او در شهریور ۱۳۶۷ در کشتار زندانیان سیاسی به دار آویخته شد.
در تاریخ ۴ آذر ۱۳۶۷، از طریق تماس تلفنی با خواهر جوانشیر، به خانواده وی اطلاع دادند که برای ملاقات به کمیته خیابان زنجان مراجعه کنند. در کمیته مذکور، خبر اعدام جوانشیر، پس از طی دوران شکنجه و زندان به خانواده وی داده شد.

### تألیف
- درسگفتارهای کاپیتال (به کوشش اکبر قنبری) در سه جلد- نشر نگاه معاصر
- اقتصاد سیاسی (شیوه تولید سرمایه‌داری) با ذکر نمونه‌هایی از رشد سرمایه‌داری در ایران: فرج‌الله میزانی (جوانشیر)، مصحح: عزیزالله علیزاده، تهران: فردوس، ۱۳۹۵، (وزیری، گالینگور)، ۴۶۰ صفحه. ISBN 978-964-320-575-1
- حماسهٔ داد (بحثی در محتوای سیاسی شاهنامه فردوسی): فرج‌الله میزانی (جوانشیر)، مصحح: عزیزالله علیزاده، تهران: فردوس، ۱۳۹۳، (وزیری، گالینگور)، ۳۰۴ صفحه. ISBN 978-964-320-575-1
- مائوئیسم و بازتاب آن در ایران: فرج‌الله میزانی (جوانشیر)، مصحح: عزیزالله علیزاده، تهران: فردوس، ۱۳۹۵، (وزیری، شومیز)، ۲۸۰ صفحه. ISBN 978-964-320-551-5
- افسانه طلاهای ایران
- انتقاد و انتقاد از خود
- تجربه ۲۸ مرداد
- چریک‌های فدایی خلق چه می‌گویند
- حماسه ۲۳ تیر
- سیمای مردمی حزب توده ایران
- صفحاتی از تاریخ جنبش جهانی کمونیستی و کارگری

### ترجمه
- کارل مارکس (زندگی‌نامهٔ کوتاه با فشرده‌ای از مارکسیسم)، لنین
- راز سر به مهر (ترجمه مجموعه داستان از نویسندگان کلاسیک روس)